# C'mon Let Me Ride
Singles de Skylar Grey
Invisible
(2012)
Singles par Eminem
My Life
(2012) Berzerk
(2013)
C'Mon Let Me Ride est une chanson de Skylar Grey sorti en 2012. Le rappeur américain Eminem apparait sur la chanson. La chanson est le deuxième extrait de l'album Don't Look Down de Skylar Grey.
La chanson est écrite et composée par Skylar Grey, Eminem et Alex da Kid. La réalisation est menée par Alex da Kid et Mike Del Rio.

## Classements
| Classement (2012–13)            | Meilleure position |
| ------------------------------- | ------------------ |
| Belgique (Flandre Ultratip 100) | 47                 |
| Belgique (Wallonie Ultratip 50) | 45                 |
| Canada (Hot 100)                | 82                 |
| Tchéquie (IFPI Rádio)           | 67                 |
| Irlande (IRMA)                  | 52                 |
| Nouvelle-Zélande (RMNZ)         | 17                 |
| États-Unis (Pop Airplay)        | 35                 |